# Epidemia de peste en Bombay
La epidemia de peste en Bombay fue una epidemia de peste bubónica que golpeó la ciudad de Bombay, Raj británico a finales del siglo XIX. La plaga mató a miles de personas, y muchos huyeron de la ciudad, lo que provocó una drástica caída de la población de la ciudad.

## Causas
El rápido crecimiento del comercio de Bombay condujo a una gran afluencia de trabajadores. En el censo de 1891 la población de Bombay se contabilizó en 820 000 habitantes. La mayoría de los trabajadores inmigrantes (más del 70%) vivía en castos, con baños compartidos. Los servicios municipales no estaban orientados al bienestar de la clase trabajadora y varias enfermedades eran endémicas de los barrios marginales.
En septiembre de 1896 el Dr. Acacio Gabriel Viegas detectó en Mandvi el primer caso de peste bubónica. Se extendió rápidamente a otras partes de la ciudad, y la cifra de muertos se estimó en 1900 personas por semana durante el resto del año. Muchas personas huyeron de Bombay en ese momento, y en el censo de 1901, la población había caído a 780 000. Viegas diagnosticó correctamente la enfermedad como peste bubónica y atendió a pacientes con gran riesgo personal. Luego lanzó una campaña vociferante para limpiar barrios marginales y ratas exterminadas, los portadores de las pulgas que propagan la bacteria de la peste. Para confirmar los hallazgos de Viegas, se trajeron cuatro equipos de expertos independientes. Con su diagnóstico demostrando ser correcto, el Gobernador de Bombay invitó a Waldemar Haffkine, que anteriormente había formulado una vacuna contra el cólera, a hacer lo mismo con esta epidemia.
En el primer año de la plaga, se creó un laboratorio de investigación en el Hospital JJ. Se trasladó en 1899 a la Casa de Gobierno en Parel bajo la dirección de Haffkine. Este fue el comienzo del Instituto Haffkine.
Aquellos que podían permitírselo trataron de evitar la plaga al mudarse de la ciudad. Jamsetji Tata trató de abrir los suburbios del norte para dar cabida a esas personas. La peor parte de la peste fue soportada por los trabajadores del molino. Las actividades anti-peste del departamento de salud implicaron registros policiales, aislamiento de los enfermos, detención en campamentos de viajeros y evacuación forzada de residentes en partes de la ciudad. Estas medidas fueron ampliamente consideradas ofensivas y alarmantes. El alcance de esta indignación se demostró con el asesinato de Walter Charles Rand, presidente británico del Comité Especial de Plagas. Fue asesinado por los hermanos Chapekar, dos revolucionarios indios enojados por los métodos intrusivos empleados por los británicos para combatir la peste en Pune.
En 1900, la tasa de mortalidad por peste era de aproximadamente 22 por cada mil. En el mismo año, las tasas correspondientes de tuberculosis fueron de 12 por mil, del cólera alrededor de 14 por mil, y alrededor de 22 por mil de otras enfermedades clasificadas como "fiebres". La plaga era temible sólo porque aparentemente era contagiosa. Las enfermedades más mundanas tuvieron un costo mayor.
El 9 de diciembre de 1898 el Bombay City Improvement Trust fue creado por un acto del Parlamento británico. Se le confió el trabajo de crear una ciudad más saludable. Una de las medidas adoptadas por el CIT fue la construcción de carreteras, como Princess Street y Sydenham Road (ahora Mohammedali Road), que canalizarían el aire del mar a las partes más concurridas de la ciudad.